# New Joc City
New Joc City è il primo album del rapper statunitense Yung Joc, pubblicato dalla Bad Boy nel 2006.
Accolto tiepidamente dalla critica specializzata, l'album debutta al terzo posto nella Billboard 200 vendendo oltre 150 000 copie fisiche nella prima settimana: due mesi dopo, la RIAA lo certifica disco d'oro per il mezzo milione di copie vendute. Il titolo è ispirato dal film del 1991 New Jack City.
| Recensione | Giudizio |
| ---------- | -------- |
| AllMusic   | [ 1 ]    |
| RapReviews | [ 4 ]    |
| XXL        | [ 5 ]    |

## Tracce
Testi di Yung Joc.
1. New Joc City (Intro) – 2:15 (musica: Dana "Dee Jay Dana" Ramey)
2. It's Goin' Down – 4:01 (musica: Nitti)
3. He Stayed in Trouble (Interlude) (featuring A.D. "Griff" Griffin) – 0:56
4. Do Ya Bad – 4:10 (musica: Crown Kingz Productions (C.K.P.)/N.U. Music Productions)
5. Don't Play Wit It (featuring Big Gee) – 4:01 (musica: Deezle)
6. Excuse Me Officer (Interlude) (featuring A.D. "Griff" Griffin) – 0:38
7. Dope Boy Magic (featuring Nicolas "Play Boy Nick" Smith, Corey "Black Owned C-Bone" Andrews & Chino Dolla) – 4:32 (musica: Chauncey "Chino Dolla" Stevens)
8. Patron – 4:43 (musica: Dwain "Kochease" Warren)
9. Flip Flop (featuring Boyz n da Hood, Nino Storm & Cheri Dennis) – 4:36 (musica: Dana "Dee Jay Dana" Ramey)
10. I'm Him – 3:42 (musica: Chris "Chris Flame" Ussery, Chino Dolla)
11. Hear Me Coming – 3:57 (musica: Benny "Dada" Tillman, Carlos "Los Vegas" Thornton)
12. I Know You See It (featuring Brandy "Ms. B" Hambrick) – 4:01 (musica: Yung Joc, Kochease)
13. Yung Nigga (Interlude) (featuring A.D. "Griff" Griffin) – 0:15
14. 1st Time (featuring Marques Houston) – 4:27 (musica: Benny "Dada" Tillman, Carlos "Los Vegas" Thornton)
15. Knock It Out – 4:25 (musica: Darren "Milwaukee Black" Jordan)
16. Picture Perfect – 4:09 (musica: Elvis "Blac Elvis" Williams)

## Classifiche

### Classifiche settimanali
| Classifica (2006)         | Posizione massima |
| ------------------------- | ----------------- |
| Stati Uniti               | 3                 |
| US Digital Albums         | 19                |
| US Tastemaker Albums      | 4                 |
| US Top Rap Albums         | 1                 |
| US Top R&B/Hip-Hop Albums | 1                 |

### Classifiche di fine anno
| Classifica (2006)         | Posizione massima |
| ------------------------- | ----------------- |
| Stati Uniti               | 66                |
| US Top R&B/Hip-Hop Albums | 15                |